# Ilustre Instituto Veracruzano
El Ilustre Instituto Veracruzano (I.I.V) es una institución de educación media y media superior fundada el 31 de julio de 1853 en el Puerto de Veracruz como Instituto Veracruzano.

## Historia
Tiene su antecedente en la Escuela Secundaria y Preparatoria de Veracruz que más tarde recibe el nombre de Instituto Veracruzano y luego se le añade el título de Ilustre debido a varios de sus egresados. Entre los que destacan el poeta Salvador Díaz Mirón y el Teniente José Azueta. Contó además con destacados personajes veracruzanos en su planta docente así como en su dirección. 
Originalmente ubicado entre las calles de Esteban Morales y Francisco Canal, el Instituto Veracruzano comenzó a funcionar en la casa número 298, conocida con el nombre “Casa de proveeduría”, sitio que ocupó durante varios años.
El 1.º de octubre de 1908, se iniciaron los trabajos de reedificación de dicha construcción; los muros del edificio colonial, que albergó a los alumnos de la primera etapa del Instituto, empezaron a demolerse, Mientras tanto, las clases fueron trasladadas provisionalmente a la casa de los señores Juan Benito y Hermano, situada en la calle de Francisco Canal entre la avenida Independencia y callejón de Santa María.
En el mes de mayo de 1910 finalizan los trabajos de reedificación. Finalmente el 20 de septiembre de 1910, fue reinaugurado el plantel reedificado, por el entonces gobernador del Estado de Veracruz, Teodoro A. Dehesa.
En el año de 1950 el I.I.V. utilizó el edificio de las Atarazanas como gimnasio, contando con cancha de juego, vestidores y graderío.
Sus aulas dieron cabida a la naciente Facultad de Periodismo del Puerto de Veracruz (fundada el 22 de febrero de 1954) mientras en tanto se construía un edificio propio para la naciente escuela, las primeras clases se impartieron en las aulas del Ilustre Instituto Veracruzano y posteriormente en espacios del edificio Trigueros, del Centro Histórico de Veracruz.
En 1914, durante la invasión norteamericana, el teniente de artillería José Azueta se apostó con una ametralladora cerca de la esquina que por la parte trasera formaban la Escuela Naval y el Colegio Preparatorio (luego Ilustre Instituto Veracruzano y hoy Escuela de Bachilleres),  cayendo herido al disparar contra los norteamericanos que habían ocupado la Aduana.
En el año de 1969, el colegio Ilustre Instituto Veracruzano (I.I.V.) fue trasladado a su actual ubicación en la calzada Mocambo (actualmente Bvd. Adolfo Ruiz Cortínez), en el Fraccionamiento Costa Verde, del Municipio de Boca del Río, Veracruz. En el antiguo edificio colonial se instaló ese mismo año la escuela Bachilleres de Veracruz.
En ese entonces siendo director del plantel Pedro García Reyes, en las nuevas instalaciones de vanguardia de la época, contando con Instalaciones deportivas, laboratorios de Física, Química e Idiomas, además de una variedad de Talleres (Carpintería, Electricidad, Encuadernación, Imprenta, etc.), áreas deportivas (soccer, tenis, básquetbol, etc.). Actualmente cuenta con 50 aulas.

Tras el sismo de septiembre de 2017, las instalaciones del Instituto fueron dañadas, inhabilitando uno de los edificios. Para 2019, la infraestructura afectada no había sido reparada, además de que la generalidad de las instalaciones presentaba importantes deterioros por falta de mantenimiento.
Aunado a esto, la reciente construcción de instalaciones policiacas en terrenos del IIV a generado puntos de controversia entre la población del Instituto y las autoridades estatales debido al recorte de espacio a las instalaciones del plantel

## Escudo del Ilustre Instituto Veracruzano
El contorno corresponde al escudo de Veracruz, atento a la identificación que el instituto siempre ha tenido con la heroica ciudad de Veracruz.
Las ramas de encino y laurel, significan las glorias que el instituto ha ganado a base del esfuerzo y la dedicación de sus hijos.
Las columnas que sostienen el lema: "semper ómnibus aperta" (siempre abierta para todos); simbolizan, que el plantel ha sido base de la cultura de los veracruzanos. 
El sol representa al instituto que irradia la luz de la sabiduría, iluminando las áreas de la cultura.
La paloma simboliza el sentido pacifista que se trata de inculcar en la grey estudiantil, como inspiración universal.
El libro abierto, en el cual consta la fecha de inicio de actividades del instituto, simboliza la enseñanza.

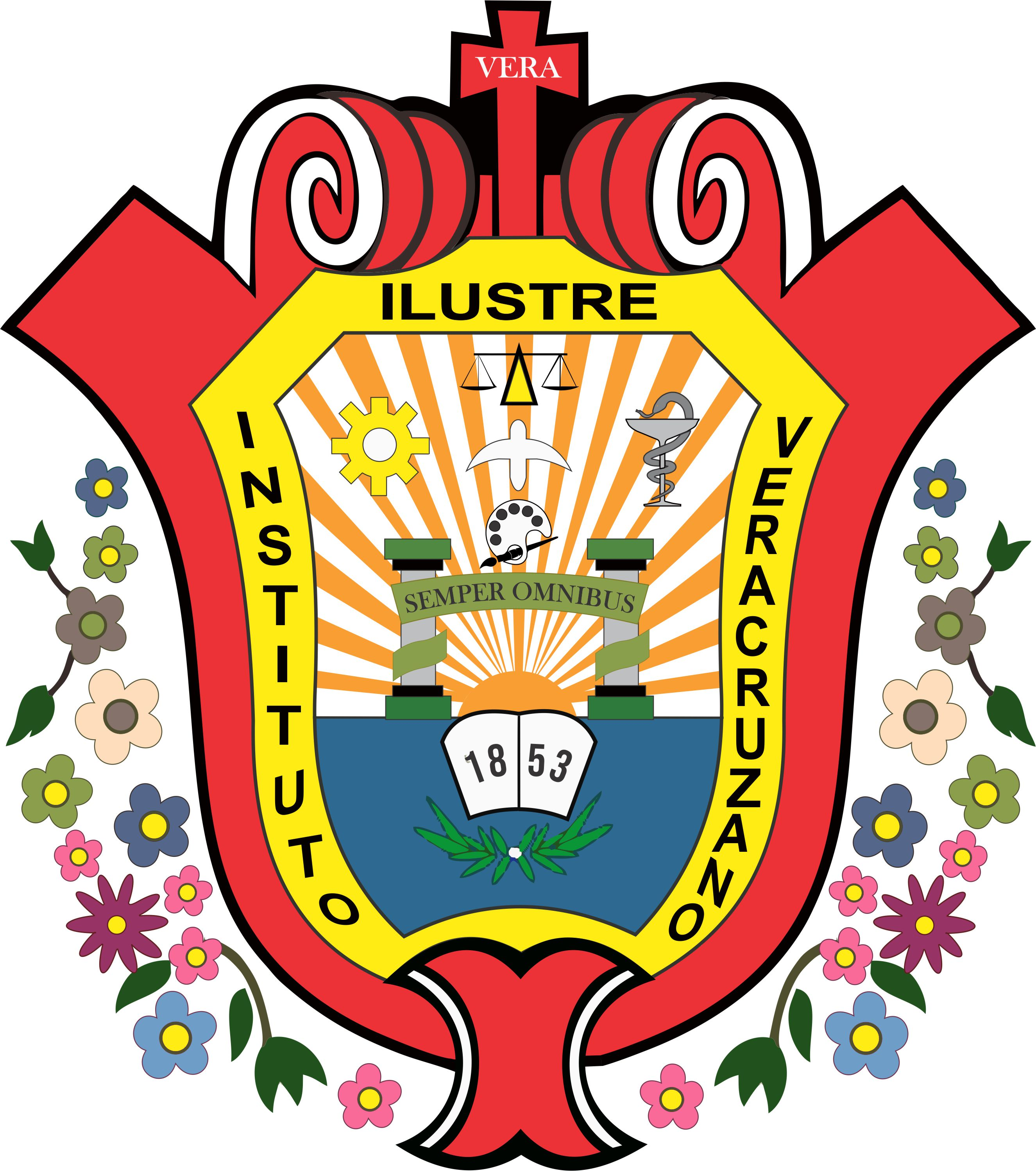

## Primeros directores de la Escuela Secundaria y Preparatoria de Veracruz
- 1. Esteban Morales
- 2. Cayetano Rivera
- 3. Julio S. Montero
- 4. Salvador Diaz Mirón
- 5. Fernando Siliceo

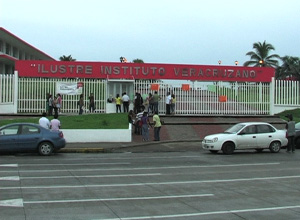
Fachada del Actual Plantel del Ilustre Instituto Veracruzano

- 6. Justiniano Aguillon de los Ríos

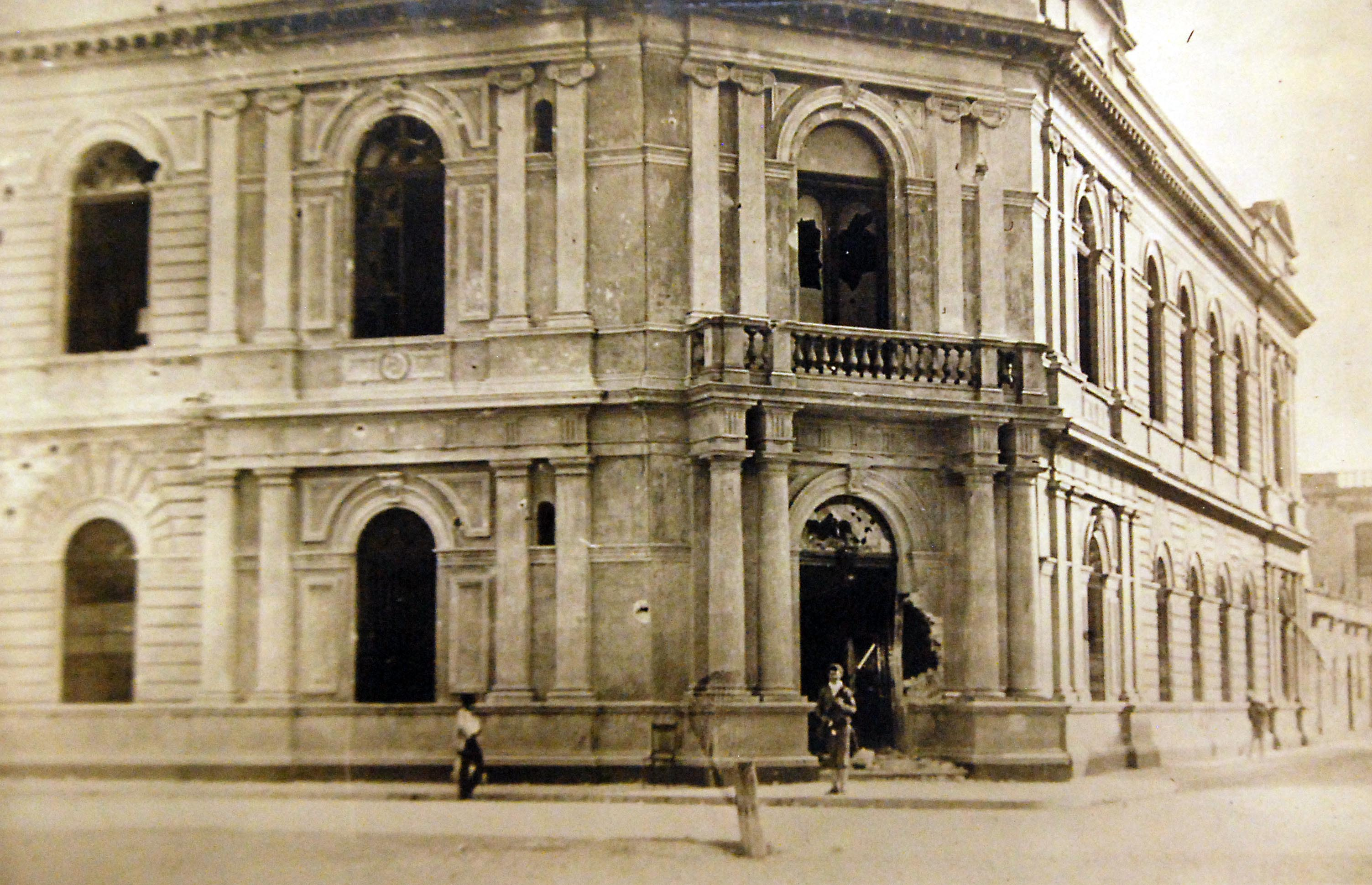
Daño infligido al edificio del Ilustre Instututo Veracruzano, en la intervencion del ejercito estadounidense en el año 1914

- 7. Vicente Camporredondo
- 8. Juan Rella Cobo
- 9. Guillermo A. Esteva
- 10. Antonio Rodríguez Rozas
- 11. Julio Lara
- 12. Joaquín Perea B.